# Gerrit Schulte
Gerardus Bernardus Maria „Gerrit” Schulte (ur. 7 stycznia 1916 w Amsterdamie, zm. 26 lutego 1992 w ’s-Hertogenbosch) – holenderski kolarz torowy i szosowy, złoty medalista torowych oraz brązowy medalista szosowych mistrzostw świata.

## Kariera
Pierwszy sukces w karierze Gerrit Schulte osiągnął w 1935 roku, kiedy zwyciężył w szosowym wyścigu w Middelburgu. Wystąpił na igrzyskach olimpijskich w 1936 w Berlinie, gdzie nie ukończył wyścigu szosowego ze startu wspólnego. W 1948 roku wystartował na torowych mistrzostwach świata w Amsterdamie, zwyciężając w indywidualnym wyścigu na dochodzenie zawodowców. Osiem lat później Schulte zdobył także brązowy medal na szosowych mistrzostwach świata w Kopenhadze, ulegając jedynie dwóm Belgom: Rikowi Van Steenbergenowi oraz Rikowi Van Looyowi. Wielokrotnie zdobywał medale mistrzostw Holandii, zarówno w kolarstwie torowym, jak i szosowym. Jego największe sukcesy na szosie (oprócz medalu MŚ 1956) to: zwycięstwo w jednym z etapów Tour de France w 1938 roku, dwóch etapach Deutschland Tour w 1939 roku oraz pierwsze miejsce w klasyfikacji generalnej Ronde van Nederland w 1949 roku. Wielokrotnie zwyciężał w szosowych kryteriach, głównie w Holandii i Belgii.